# Никаноров Антон Пилипович
Антон Пилипович Никаноров  (1887, Російська імперія — ?) — радянський діяч. Член ВЦВК. Член Центральної контрольної комісії ВКП(б) у 1925—1930 роках. 

## Життєпис
Працював робітником.
Член РСДРП (меншовиків) з 1905 по 1917 рік. Учасник першої російської революції 1905—1907 років.
За революційну діяльність декілька разів був заарештований. З 1907 по 1910 рік був на засланні у Вологодській губернії. У 1915 році знову заарештований та висланий до Іркутської губернії, де перебував до Лютневої революції 1917 року. У березні 1917 року амністований, повернувся на Брянщину, де працював робітником-склодувом.
Член РСДРП(б) з травня 1917 року. 
Учасник Жовтневого перевороту 1917 року та громадянської війни в Росії.
На 1924—1925 роки — голова Брянської губернської контрольної комісії РКП(б) — робітничо-селянської інспекції.
У 1925—1930 роках — завідувач організаційно-інструкторського відділу Народного комісаріату робітничо-селянської інспекції РРФСР.
Подальша доля невідома.